# シトロエン・Eメアリ
Eメアリ（E-Méhari）は、フランスの自動車メーカーシトロエンが2016年から製造・販売していたカブリオレ型でオフロード・コンパクトSUVの電気自動車である。シトロエンがかつて1968年から1988年まで製造・販売していたオフロードカーの「メアリ」のEV版として復活させた。

## 概要
2015年のフランクフルトモーターショーで公開されたコンセプトカーの「C4 カクタス M (C4 Cactus M )」をベースとする。
2015年12月7日、当時フランスのパリで開催中であった気候変動抑制に関する国際会議であるCOP21でのエコドライビングの一環として同市内に所在するPSA本社にて世界初公開した。シトロエンのサブブランドであったDSオートモビルズが同年に高級車ブランドとして分離独立し、分離後間もないシトロエンにとって、残されたシトロエンのブランドに大胆性と先進性の両面のイメージを与えるという大きな期待をされ2016年春に発売した。
設計者（開発責任者）はピエール・オーティエ (Pierre Authier)で、生産はPSAのレンヌ工場で行う。ボロレ (Bolloré) 社が開発したリチウム金属ポリマー電池によって最高出力68 ps（50 kW）の電気モーターを駆動し、最高速度は110 km/hで航続距離はアーバン（街乗り）モードの場合で200kmとなる。停止状態から50 km/hまでの加速時間は6.4秒である。オリジナルの「メアリ」同様、ボディは熱成形プラスチックが採用されており、キャビン内も水で丸洗いすることが出来る。「ボロレ・ブルーサマー」 (Bolloré Bluesummer)を兄弟車とする。ルーフは脱着式となっている。
2万5千ユーロのバッテリー抜き車両価格に加え、月額79ユーロ（約1万円）のバッテリーパックをレンタルして利用する販売形態を採っている。
2018年1月8日に初のマイナーチェンジを行う。
モーターのトルクをおよそ2割引き上げて大トルク16.9kgmとした。最高速も110kmとなる。1回の充電での航続が最大195kmに延長。
充電は、家庭用のソケットで、およそ10時間半とした。
改良新型E-メアリでは、内外装も変更。インテリアは、シートやダッシュボードが新デザイン。ルーフには、ハードトップがオプションで装着可能になっている。